# Alberto Treves de Bonfili

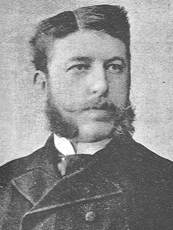
Alberto Treves de Bonfili

Alberto Treves de Bonfili (* 13. September 1855 in Padua; † 11. Mai 1921 in Venedig) war ein Bankmanager, Diplomat und Politiker im Königreich Italien, der unter anderem zwischen 1890 und 1897 Mitglied der Abgeordnetenkammer (Camera dei deputati) sowie von 1904 bis zu seinem Tode 1921 Mitglied des Senats (Senato del Regno) war. Er gehörte während seiner Parlamentszugehörigkeit zur sogenannten „Gruppo veneziano“, die eine Gruppe von überwiegend venezianischen Finanziers, Industriellen und Politikern bezeichnet, die unter der Führung von Giuseppe Volpi und Vittorio Cini in erheblichem Ausmaß die Innen-, Wirtschafts-, Kolonial- und Außenpolitik Italiens zwischen etwa 1900 und 1945 beeinflusste.

## Leben
Alberto Treves de Bonfili stammte aus einer jüdischen Familie, die am 17. September 1811 von Napoleon Bonaparte als Barone in den Adelsstand erhoben und diese Erhebung durch königlichen Erlass vom 11. Januar 1894 erneuert wurde. Er war eines von sechs Kindern von Giuseppe Treves de Bonfili und dessen Ehefrau Adele Todros. Er absolvierte ein Studium der Rechtswissenschaften an der Universität Padua, das er mit einem Laurea in giurisprudenza beendete. Danach trat er am 16. Februar 1878 zunächst in den diplomatischen Dienst und wurde am 20. März 1878 Legationssekretär an der Gesandtschaft in der Schweiz. Im Anschluss war er vom 17. September 1878 bis zu seinem Ausscheiden aus dem diplomatischen Dienst am 29. April 1879 Legationssekretär an der Gesandtschaft im Osmanischen Reich. Anschließend war er als Bankmanager tätig und begann zudem sein politisches Engagement in der Kommunalpolitik für die Rechte (Destra) als Mitglied des Stadtrates (Consigliere comunale) von Venedig sowie als Mitglied des Rates der Provinz Padua.
Bei der Parlamentswahl am 23. November und am 30. November 1890 wurde er im Wahlkreis Venezia I erstmals Mitglied der Abgeordnetenkammer (Camera dei deputati) und gehörte dieser nach seinen Wiederwahlen im Wahlkreis Venezia II bei den Wahlen am 6. November und am 13. November 1892 sowie 26. Mai und am 2. Juni 1895 im Zeitraum vom 10. Dezember 1890 bis zum 2. März 1897 an. Am 23. März 1904 wurde er zum Mitglied des Senats (Senato del Regno) und gehörte diesem bis zu seinem Tode am 11. Mai 1921 an. Während seiner Parlamentszugehörigkeit gehörte zur besagten „Gruppo veneziano“. Für seine Verdienste wurde er am 26. Januar 1908 Kommandeur des Ordens der Heiligen Mauritius und Lazarus. Aus seiner Ehe mit Ortensia Vicentini gingen der Sohn Emanuele sowie die Töchter Elsa und Lidia hervor.

## Hintergrundliteratur
- Monica Donaglio: Pompeo Molmenti politico e storico di Venezia, Istituto Veneto, Venedig 2004, S. 183, 186–187
- Aldo Luzzatto: La comunità ebraica di Venezia e il suo antico cimitero, Edizioni Il Polifilo, Mailand, 2000
- Daniele Ceschin: La voce di Venezia, Il poligrafo, Padua, 2001
- Emilio Franzina: Venezia, Laterza, 1986. S. 74, 144, 249, 310–311
- Marcello Brusegan: I palazzi di Venezia, Newton Compton, Rom 2005
- Riccardo Calimani: Storia del Ghetto di Venezia, Mondadori, Mailand, 1995, 1999
- Aldo Alessandro Mola: Storia della massoneria italiana dall’unità alla repubblica, Bompiani, Mailand, 1977, S. 361.